# Hans-Leo Kausemann
Hans-Leo Kausemann (* 6. Juni 1937 in Wipperfürth; † 2. Mai 2025) war ein deutscher Politiker und Landrat des Oberbergischen Kreises.

## Leben
Hans-Leo Kausemann absolvierte eine Lehre zum Bankkaufmann, später wurde er Geschäftsführer der Genossenschaft Berg und Mark. 1969 wurde er Ratsmitglied der CDU, 1975, als Wipperfürth im Rahmen der kommunalen Neugliederung die Kreiszugehörigkeit wechselte, saß er im Übergangsparlament im Kreistag. Er war 30 Jahre Mitglied des Wipperfürther Stadtrates und 21 Jahre der Bürgermeister seiner Heimatstadt. Seine politische Heimat war die CDU. Er war von 1989 bis 1994 ehrenamtlicher Landrat und 1999 bis 2004 der erste hauptamtliche Landrat des Oberbergischen Kreises.
Kausemann war verheiratet und zweifacher Vater.

## Ehrungen
- 2005 Fünfter Ehrenbürger der Stadt Wipperfürth